# 忍成修吾
忍成 修吾（おしなり しゅうご、1981年〈昭和56年〉3月5日 - ）は、日本の俳優。千葉県千葉市若葉区出身。ジャパン・ミュージックエンターテインメント（イー・コンセプト）所属。

## 来歴
1981年（昭和56年）3月5日、3人姉弟の末っ子長男（姉が2人いる）として千葉県に生まれる。高校時代から雑誌『Popteen』や『東京ストリートニュース』といった高校生向け雑誌の読者モデルの一人として人気を博し、1998年、モデルとして芸能界に入る。
1999年、テレビドラマ『天国に一番近い男』で俳優デビュー。2001年、岩井俊二監督の映画『リリイ・シュシュのすべて』で元優等生でいじめの主導者である中学生・星野修介を演じ、この作品への出演がきっかけで注目を集める。
2010年、瀬々敬久監督による上映時間4時間38分にも及ぶ大巨編映画『ヘヴンズ ストーリー』にメインキャストの一人として出演。
2014年には、舞台『幽霊』に出演。同年、大河ドラマ『軍師官兵衛』に出演し、豊臣秀吉に仕えたキリシタン大名の小西行長を演じた。

## 人物
悪役・汚れ役・クズ役など、一癖も二癖もある役を演じる機会が非常に多く、映画やドラマだけにとどまらず、『痛快TV スカッとジャパン』でもナルシストな演技を披露している。2009年のドラマ『スマイル』では、エリートで真面目ではあるもののシリアスなサラリーマンを演じている（結果的に主人公を絶望させてしまう）。
20代後半に役者という仕事に行き詰まり、色々な自分を開拓するために足場組みのバイトをやっていた。その時の仕事仲間からの励ましや現場での経験が役者を続けるうえでも刺激になったという。
2022年2月17日、一般女性との結婚を発表。

## 出演

### テレビドラマ
- 天国に一番近い男 第7話（1999年2月19日、TBS） - 皇大 役
- 天然少女萬NEXT-横浜百夜篇 第2話（1999年2月25日、WOWOW）
- ナオミ 第2話（1999年4月21日、フジテレビ） - 教え子 役
- コワイ童話「シンデレラ」 最終話（1999年5月10日、TBS） - 茶髪男 役
- 土曜ドラマ（日本テレビ）
  - サイコメトラーEIJI2（1999年10月16日 - 12月18日） - シュウゴ 役
  - 伝説の教師（2000年4月15日 - 6月24日） - 森田真一 役
  - 新宿暴走救急隊 第7話（2000年11月25日） - 松岡茂 役
  - 仔犬のワルツ（2004年4月17日 - 6月26日） - 志賀知樹 役
  - THE LAST COP/ラストコップ 最終話（2016年12月10日） - 長沢佑二 役
  - 未満警察 ミッドナイトランナー 第4話（2020年7月18日） - 指友指助 役[16]
  - レッドアイズ 監視捜査班（2021年1月23日 - 3月27日） - 蠣崎孝太郎 役
  - 大病院占拠（2023年1月14日 - 3月18日） - 赤鬼 / 美作孝 役[17]
- FLY 航空学園グラフィティ（2000年5月9日 - 7月18日、NHK総合） - 天地悟 役
- 伊藤潤二恐怖コレクション「顔泥棒」（2000年8月5日 - 19日、テレビ朝日） - 日比野孝文 役
- 土曜ナイトドラマ（テレビ朝日）
  - es 危険な扉 -愛を手錠で繋ぐ時- 第5話 - 最終話（2001年5月12日 - 6月30日） - 竹元悠一 役
  - アリバイ崩し承ります 第2話（2020年2月8日） - 菊谷吾郎 役
- D-girls アイドル探偵三姉妹物語 第8話・第9話（2001年8月30日・9月6日、テレビ東京） - 安田 役
- さよなら、小津先生（2001年10月9日 - 12月18日、フジテレビ） - 松沢淳 役
- 木曜ドラマ（テレビ朝日）
  - 婚外恋愛 第2話、第6話、最終話（2002年1月17日、2月14日、3月14日） - 伊崎徹 役
  - エンゼルバンク〜転職代理人 第2話（2010年1月21日） - 山口彬裕 役
  - 七人の秘書 第3話（2020年11月5日） - 西尾直哉 役
  - ケイジとケンジ、時々ハンジ。 第5話（2023年5月11日） - 唐沢吾郎 役
- 東芝日曜劇場（日曜劇場）（TBS）
  - 太陽の季節（2002年7月7日 - 9月15日） - 本城直人 役
  - A LIFE〜愛しき人〜 第4話（2017年2月5日） - 片山孝幸 役
- 金曜ドラマ（TBS）
  - ヤンキー母校に帰る（2003年10月10日 - 12月12日） - 千葉健太郎 役
  - 花より男子 第6話・第7話（2005年11月25日・12月2日） - 中塚 役
  - 夜王〜YAOH〜（2006年1月13日 - 3月24日） - 光 役
  - 山田太郎ものがたり（2007年7月6日 - 9月14日） - 杉浦圭一 役
  - 魔王（2008年7月4日 - 9月12日） - 宗田充 役
  - スマイル 第8話 - 第10話（2009年6月5日 - 19日） - 真田仁 役
  - オルトロスの犬 第1話 - 第6話、第8話・最終話（2009年7月24日 - 8月28日、9月18日・25日） - 吉住正人 役
  - LADY〜最後の犯罪プロファイル〜 第6話（2011年2月11日） - 38号 / 高井陽介 役
  - DOPE 麻薬取締部特捜課（2025年7月4日 - ） - 椿誠司 役[18][19]
- 金曜時代劇 御宿かわせみ〜第二章〜 第3話（2004年4月16日、NHK総合） - 新之助 役
- 水曜ドラマ（日本テレビ）
  - 一番大切な人は誰ですか? 第3話・第4話（2004年10月27日・11月3日） - 川口彰文 役
  - CAとお呼びっ!（2006年7月5日 - 9月13日） - 小椋リョウ 役
  - ダーティ・ママ! 第3話（2012年1月25日） - 小塚茂 役
  - ST 赤と白の捜査ファイル 第2話（2014年7月23日） - 広塚章太 役
  - ムチャブリ! わたしが社長になるなんて（2022年1月12日 - 3月16日） - 田辺和真 役[20][21]
- 阪神淡路大震災10年特別企画 悲しみを勇気に変えて「天国のお母さんへ…」（2005年1月14日、MBS・TBS系） - 主演・千代田雄輔 役
- ハチロー〜母の詩、父の詩〜 第4話・第5話（2005年2日14日・21日、NHK総合） - 佐藤久 役
- 27歳の夏休み（2005年6月30日、TBS） - 瀬間伸彰 役
- 幸せになりたい!（2005年7月14日 - 9月15日、TBS） - 田島洋二 役
- 鉄板に恋をして（2006年1月28日、ABCテレビ） - 主演・リョウタ 役
- ブスの瞳に恋してる（2006年4月11日 - 6月27日、関西テレビ・フジテレビ系） - 松本良二 役
  - ブスの瞳に恋してる 恋の軌跡、愛の未来スペシャル〜初めてのクリスマス・エビちゃんの逆襲〜（2006年12月26日）
- DRAMA COMPLEX ダイエットの女王 鈴木その子（2006年4月25日、日本テレビ） - 鈴木康之 役
- 木曜時代劇 次郎長背負い富士 第1話（2006年6月1日、NHK総合） - 次郎長（青年時代） 役
- 木曜劇場（フジテレビ）
  - Dr.コトー診療所2006 第9話（2006年12月7日） - 仲依知明 役
  - 任侠ヘルパー 第3話（2009年7月23日） - 渡辺高志 役
  - Oh,My Dad!! 第10話・最終話（2013年9月12日・19日） - 森下涼介 役
- 忠臣蔵 瑤泉院の陰謀 第二部・第三部（2007年1月2日、テレビ東京） - 毛利小平太 役
- 翼の折れた天使たち 第二夜「サクラ」（2007年2月27日、フジテレビ） - 三上光輝 役
- 花嫁とパパ（2007年4月10日 - 6月26日、フジテレビ） - 神田竜太 役
- まるまるちびまる子ちゃん 第15話（2007年8月9日、フジテレビ） - 平岡 役
- ドラマ24（テレビ東京）
  - 死化粧師 エンバーマー 間宮心十郎（2007年10月6日 - 12月22日） - 小林恋路 役
  - 錦糸町パラダイス～渋谷から一本～ 第1話、第3話 - 第5話（2024年7月13日、7月27日 - 8月10日） - 東海林尊 役[22]
- 有閑倶楽部 第3話（2007年10月30日、日本テレビ） - 玉司聖二 役
- 土曜ドラマ 刑事の現場（2008年3月1日 - 29日、NHK総合） - 古川良介 役
- アベレイジ「売り切れの憂鬱」（2008年3月29日、フジテレビ） - 男客（4） 役
  - アベレイジ2「立ち食い蕎麦の女」（2008年10月11日） - 客（3）（タクシー運転手） 役
- 被取締役新入社員（2008年3月31日、TBS） - 中井修平 役
- 星新一ショートショート「愛の鍵」（2008年4月14日、NHK総合） - 主演
- CHANGE 第5話（2008年6月9日、フジテレビ） - 小柳健介 役
- ハチワンダイバー 第8話（2008年6月28日、フジテレビ） - 春日智也 役
- ほんとにあった怖い話 夏の特別編2008「路上の思い」（2008年8月26日、フジテレビ） - 甲斐泰明 役
- スペシャルドラマ RESET「恋のゆくえ」（2009年1月15日、読売テレビ・日本テレビ系） - 岸本信生 役
- 必殺仕事人2009 第2話（2009年1月16日、ABCテレビ・テレビ朝日系） - 佐藤数馬 役
- 衝撃!女たちは目撃者 歴史サスペンス劇場（2009年6月9日、日本テレビ） - 直江兼続 役
- 傍聴マニア09〜裁判長!ここは懲役4年でどうすか〜 第1話（2009年10月22日、読売テレビ・日本テレビ系） - 白石透 役
- 父よ、あなたはえらかった〜1969年のオヤジと僕（2009年11月16日、TBS） - 上条靖春（22歳） 役
- LIAR GAME Season2 第5話 - 最終話（2009年12月8日 - 2010年1月19日、フジテレビ） - 池沢テッペイ 役
- ハンチョウ〜神南署安積班〜 シリーズ2 第8話（2010年3月1日、TBS） - 戸田圭一郎 役
- 土俵ガール!（2010年7月14日 - 9月15日、TBS / 7月16日 - 9月17日、MBS） - 田中島悟 役
- ジョーカー 許されざる捜査官 第7話・第8話（2010年8月24日・31日、フジテレビ） - 日向光明 役
- 土曜時代劇 桂ちづる診察日録 第11話・第12話（2010年11月27日・12月11日、NHK総合） - 漢方医の大野伊織 役
- 迷子（2011年2月19日、NHK総合） - 丸田大吾 役
- ショートピース「ギター弾きの恋」（2011年3月20日、フジテレビ）
- ドラマW 横山秀夫サスペンス「深追い」（2011年3月20日、WOWOW） - 富岡敦志 役
- Dr.伊良部一郎 第7話（2011年3月20日、テレビ朝日） - 安保秀明 役
- 金曜プレステージ（フジテレビ）
  - ブルータスの心臓（2011年6月17日） - 高島勇二 役
  - 執着〜捜査一課・澤村慶司2（2014年3月7日） - 吉野修一 役
- たんぺん!〜大人のコメディ劇場〜（2011年7月31日、フジテレビ） - 酒井研二 役
- 探偵Xからの挑戦状!「ゴーグル男の怪」（2011年8月5日、NHK総合） - 源幸弘 役
- 連続ドラマW（WOWOW）
  - 下町ロケット 第2話、第4話・最終話（2011年8月28日、9月11日・18日） - 浅木誠一 役
  - ソドムの林檎〜ロトを殺した娘たち 第1話（2013年3月23日） - 三輪義雄 役
  - 楽園 第1話 - 第3話（2017年1月8日 - 22日） - 網川浩一 役
  - 黒書院の六兵衛（2018年7月22日 - 8月26日） - 徳川慶喜 役
  - 神の手 第1話 - 第3話（2019年6月23日 - 7月7日） - 青柳公介 役
  - 引き抜き屋 〜ヘッドハンターの流儀〜 第3話・第4話（2019年11月30日・12月7日） - 城戸健司 役[23]
  - 松本清張「眼の壁」（2022年6月19日 - 7月17日） - 水嶋典孝 役
- ビターシュガー 第1話 - 第7話、最終話（2011年10月18日 - 11月29日、12月20日、NHK総合） - 飛沢旭 役
- 松本清張特別企画・張込み（2011年11月2日、テレビ東京） - 石井久一 役
- 家族が家族であるために（2012年3月28日、BS-TBS） - 平尾和彦 役
- たぶらかし-代行女優業・マキ- 第1話（2012年4月5日、読売テレビ・日本テレビ系） - 白鳥博人 役
- 鍵のかかった部屋 第3話（2012年4月30日、フジテレビ） - 中野秀哉 役
- Answer〜警視庁検証捜査官 第6話（2012年5月23日、テレビ朝日） - 土井昇 役
- BS時代劇（NHK BSプレミアム）
  - 薄桜記 第1話 - 第8話、第10話（2012年7月13日 - 8月31日、9月14日） - 長尾龍之進 役
  - 酔いどれ小籐次 第4話（2013年7月12日） - 菊造 役
  - 神谷玄次郎捕物控2 第3話（2015年4月17日） - 喜三郎 役
  - 一路 第2話 - 最終話（2015年8月7日 - 9月25日） - 髪結い新三 役
  - 立花登青春手控え2 第2話（2017年4月14日） - 巳之吉 役
  - 鳴門秘帖 第1話・第2話（2018年4月20日・27日） - 銀五郎 役
  - 雲霧仁左衛門4 第1話 - 第3話（2018年9月7日 - 21日） - 武井半次郎 役
- ウレロ☆未完成少女 第3話、第10話（2012年7月28日、9月22日、テレビ東京） - 浦義理 役
- TOKYOエアポート〜東京空港管制保安部〜 第3話、第8話（2012年10月28日、12月2日、フジテレビ） - 西川俊一 役
- 法医学教室の事件ファイル 第35作（2012年12月1日、テレビ朝日） - 一之瀬直人 役
- アンフェア the special ダブル・ミーニング〜Yes or No?（2013年3月1日、関西テレビ・フジテレビ系） - オタク男 役
- 80年後のKENJI〜宮沢賢治 映像童話集〜 第6回「銀河鉄道の夜」後編（2013年3月6日、NHK BSプレミアム）[24]
- 家族ゲーム 第2話・第3話、第6話・第7話、第9話・最終話（2013年4月24日・5月1日、5月22日・29日、6月12日・19日、フジテレビ） - 吉本荒野 役
- 月曜ミステリーシアター（TBS）
  - 確証〜警視庁捜査3課 第3話（2013年4月29日） - 金ヶ谷雅人 役
  - 刑事のまなざし 第7話（2013年11月18日） - 野沢琢磨 役
  - 警部補・杉山真太郎〜吉祥寺署事件ファイル 第8話（2015年3月2日） - 早乙女耕介 役
- WONDA×AKB48 ショートストーリー「フォーチュンクッキー」（2013年7月7日、フジテレビ） - 高橋健作 役
- 金田一耕助VS明智小五郎（2013年9月23日、フジテレビ） - 丸部長彦 役
- 相棒（テレビ朝日）
  - season12 第1話「ビリーバー」（2013年10月16日） - 綾辻隆一 役
  - season21 第14話「まばたきの叫び」（2023年1月25日） - 柳沼勝治 役
- マンスリーTV D-NEXT「お仕置きノート」（2013年11月14日、日本テレビ）
- 松本清張ドラマスペシャル・三億円事件（2014年1月18日、テレビ朝日） - 杉本三郎 役
- 植物男子ベランダー 第4話（2014年5月7日、NHK BSプレミアム） - EIJI 役
- アラサーちゃん 無修正（2014年7月26日 - 10月11日、テレビ東京） - 文系くん 役
- 大河ドラマ（NHK）
  - 軍師官兵衛 第36話、第41話・第42話、第44話、第46話 - 最終話（2014年9月7日、10月12日・19日、11月2日、11月16日 - 12月21日） - 小西行長 役
  - 西郷どん 第41話 - 第43話（2018年11月4日 - 18日） - 井上馨 役
  - 青天を衝け 第33話、第35話 - 第37話（2021年10月31日、11月14日 - 28日） - 岩崎弥之助 役[25]
  - どうする家康 第38話 - 第43話（2023年10月8日 - 11月12日） - 大谷吉継 役[26]
- 木曜ミステリー（テレビ朝日）
  - 科捜研の女
    - 第14シリーズ 第6話（2014年11月20日） - 新村辰希 役
    - 第19シリーズ 第16話（2019年9月5日） - 古森謙一 役

  - 女たちの特捜最前線 第1話（2016年7月21日） - 倉沢博光 役
  - 警視庁・捜査一課長 2020 第7話（2020年6月18日） - 風岡寛治 役
  - IP～サイバー捜査班 第5話（2021年8月12日） - 秋原勇次 役
- 連続企業爆破テロ 40年目の真実（2015年5月22日、フジテレビ） - 産経新聞公安担当記者・斎藤富夫 役
- 日曜ドラマ（日本テレビ）
  - デスノート 第1話、第4話 - 最終話（2015年7月5日、7月26日 - 9月13日） - 魅上照 役
  - 臨床犯罪学者 火村英生の推理 第4話（2016年2月7日） - 長池伸介 役
- 山本周五郎人情時代劇 第2話「夜の辛夷」（2015年10月13日、BSジャパン） - 元吉 役[27]
- 金曜ナイトドラマ サムライせんせい 第7話・最終話（2015年12月4日・11日、テレビ朝日） - 海道匠 役
- よろず屋ジョニー 第4話・最終話（2015年12月11日・18日、フジテレビTWO） - 飯田正一 役
- 木曜ドラマ（読売テレビ・日本テレビ系）
  - マネーの天使〜あなたのお金、取り戻します!〜 第2話（2016年1月14日） - 綱島龍治 役
  - 増山超能力師探偵事務所 第1話、第4話、第10話・第11話（2017年1月5日、1月26日、3月9日・16日） - 河原崎晃 役
  - 人生が楽しくなる幸せの法則（2019年1月10日 - 3月14日） - 森一哉 役[28]
- 海底の君へ（2016年2月20日、NHK総合） - 立花隆之介 役
- 金曜8時のドラマ（テレビ東京）
  - ドクター調査班〜医療事故の闇を暴け〜（2016年4月22日 - 6月3日） - 早乙女篤朗 役[29]
  - 警視庁ゼロ係〜生活安全課なんでも相談室〜 SECOND SEASON 第1話・第2話（2017年7月21日・28日） - 岡崎聡 役[30]
  - 駐在刑事 Season2 第3話（2020年2月7日） - 宇佐美良太 役[31]
  - 警視庁強行犯係 樋口顕 Season1 第2話（2021年1月22日） - 笠井裕一 役
- ドラマ10（NHK総合）
  - コントレール〜罪と恋〜 第2話、第7話・最終話（2016年4月22日、6月3日・10日） - 長部遥平 役
  - マチ工場のオンナ（2017年11月24日 - 12月29日） - 打越和哉 役
- 吉祥寺だけが住みたい街ですか? 第3話（2016年10月29日、テレビ東京） - 三木治 役
- 佐武と市捕物控 冬夏の章（2016年12月17日、BS日テレ） - 新吉 役
- わたしに運命の恋なんてありえないって思ってた（2016年12月20日、カンテレ・フジテレビ系） - ケンジ 役[32]
- スリル!〜黒の章〜弁護士・白井真之介の大災難 第1話（2017年2月26日、NHK BSプレミアム） - 松尾幸助 役
- 貴族探偵 第5話・第6話（2017年5月15日・22日、フジテレビ） - 金山俊市 役
- 堂場瞬一サスペンス 検証捜査（2017年7月5日、テレビ東京） - 柳原真治 役
- 無用庵隠居修行（2017年9月15日、BS朝日） - 五味小四郎 役
- 世にも奇妙な物語 秋の特別編 「あしたのあたし」（2018年11月10日、フジテレビ） - 小野寺修二 役
- BS笑点ドラマスペシャル 五代目三遊亭圓楽（2019年1月12日、BS日テレ） - 田代健一 役
- オトナの土ドラ 絶対正義（2019年2月2日 - 3月24日、東海テレビ・フジテレビ系） - 西山雅彦 役
- 名探偵・明智小五郎 第1夜（2019年3月30日、テレビ朝日） - 衣笠亮太 役
- 土曜ドラマ9（BSテレ東）
  - やじ×きた 元祖・東海道中膝栗毛 第4話（2019年4月27日） - 十吉 役
  - W県警の悲劇 第1話（2019年7月27日） - 谷口吉郎 役
- コンフィデンスマンJP 運勢編（2019年5月18日、フジテレビ） - 広告屋 役
- 真夜中ドラマ まどろみバーメイド 〜屋台バーで最高の一杯を。〜 第2話（2019年7月21日、テレビ大阪・BSテレ東） - 青柳辰哉 役
- ピュア! 〜一日アイドル署長の事件簿〜 第1話（2019年8月13日、NHK総合）
- ハル〜総合商社の女〜（2019年10月21日 - 12月9日、テレビ東京） - 一乗寺秀人 役[33]
- 本気のしるし 第7話 - 最終話（2019年11月26日 - 12月17日、メ〜テレ） - 峰内大介 役[34]
- ファーストラヴ（2020年2月22日、NHK BSプレミアム） - 小泉裕二 役
- ドラマ25（テレビ東京）
  - 絶メシロード 第6話（2020年2月29日） - 西野 役
  - 晩酌の流儀4 ～夏編～ 第1話・第5話（2025年6⽉28⽇・7月26日） - 王子流星 役[35]
- ドラマ特区 ピーナッツバターサンドウィッチ 第1話 - 第5話（2020年4月3日 - 5月1日、MBS） - 笹山巧 役[36]
- ぴぷる〜AIと結婚生活はじめました〜（2020年5月19日 - 6月30日、WOWOW） - 夙川泰成 役[37]
- 異世界居酒屋「のぶ」 第6話（2020年5月20日、WOWOW） - ジャン 役[38]
  - 異世界居酒屋「のぶ」Season3 〜皇帝とオイリアの王女編〜（2023年1月13日 - 3月17日）[39]
- はぐれ刑事三世（2020年10月15日、テレビ朝日） - 植井圭介 役[40]
- 横山秀夫サスペンス「沈黙のアリバイ」（2020年10月26日、テレビ東京） - 湯本直也 役[41]
- 演じ屋 第5話・第6話（2021年8月27日・9月3日、WOWOW） - 戸村誠司 役[42]
- ラジエーションハウスII〜放射線科の診断レポート〜 第4話（2021年10月25日、フジテレビ） - 堀田誠司 役
- 寂しい丘で狩りをする（2022年4月23日 - 6月11日、テレビ東京） - 安田悟 役
- 仮面ライダーギーツ 第1話 - 第16話、第48話・最終話（2022年9月4日 - 12月25日、2023年8月20日・27日、テレビ朝日） - ギロリ / ゲームマスター / 仮面ライダーグレア 役[43][44]
- NHKスペシャル アナウンサーたちの戦争（2023年8月14日、NHK総合） - 水本吉郎 役
- 激突!合戦将棋「姉川の戦い」（2023年12月15日、NHK大津 / 12月31日、NHK Eテレ） - 徳川家康 役
- 婚活1000本ノック 第7話（2024年2月28日、フジテレビ） - ラジ男 / 江越 役
- 院内警察 第8話（2024年3月1日、フジテレビ） - 田尻賢太郎 役
- ビリオン×スクール 第1話（2024年7月5日、フジテレビ） - 檜山 役[45]
- ドラマプレミア23 夫の家庭を壊すまで 第9話 - 最終話（2024年9月9日 - 30日、テレビ東京） - 田口琥太郎 役[46]
- 問題物件 第9話・第10話（2025年3月12日・19日、フジテレビ） - 襟岡真都 役[47]
- ライブマニア（2025年3月23日・30日、中京テレビ） - 田中一希 役[48]
- Dr.アシュラ 第8話（2025年6月4日、フジテレビ） - 患者X / 神原隆司 役[49]

### テレビドラマ以外での番組内ドラマシーン出演
- DAIBAクシン!!cheki b.「夏までのダイアリー」（1999年4月3日 - 9月25日、フジテレビ） - 久住信太郎 役
- 未来創造堂 第6回（2006年5月19日、日本テレビ） - 主演・早川徳次 役
- ショコラ（日本テレビ）
  - （1）「制服フェチの女、彼氏と2人だけの秘密」（2008年5月3日）
  - （2）「知らないのは彼氏だけ？モンスター彼女のヒミツ」（2008年9月27日）
  - （3）「占いにハマる世にも恐ろしい女のヒミツ」（2008年12月17日）
  - （4）「最後の親孝行 母に言えなかったヒミツ」（2009年4月1日）
- NHKスペシャル（NHK総合）
  - MEGAQUAKE 巨大地震 第4回（2010年3月14日）
  - 天皇が創った至宝〜正倉院宝物が伝える“日本誕生”〜（2019年10月30日） - 聖武天皇 役
- 祝女〜shukujo〜 シーズン2（NHK総合）
  - VOL.6「夜11時の女 宇佐美玲」（2010年11月4日）
  - VOL.9「私じゃない」（2010年11月25日）
  - VOL.13「音信不通」（2011年1月13日）
  - VOL.15「好きだったカレ」（2011年1月27日）
- 月曜プレミア! 愛憎ミステリー 女たちの裏日本史（2010年11月29日、テレビ東京） - 坂本龍馬 役
- クラシックミステリー 名曲探偵アマデウス ＃83 ヴェルディ「レクイエム」（2011年1月17日、NHK BShi） - 氷川愛彦 役[50]
- 歴史秘話ヒストリア 第144回（2013年4月24日、NHK総合） -  斎藤一 役
- 痛快TV スカッとジャパン（2014年10月20日 - 2022年3月21日、フジテレビ）
- 今夜はナゾトレ 道尾秀介ナゾトレ「一瞬ミステリー劇場 瞬間探偵!平目木瞬」（2017年3月7日 - 不定期、フジテレビ） - 主演・平目木瞬 役
- 乃木坂工事中 ＃136「クリスマスSP 妄想恋愛アワード」（2017年12月25日、テレビ愛知・テレビ東京系） - 新内眞衣、桜井玲香、齋藤飛鳥、中田花奈、秋元真夏のそれぞれの相手役
- 金曜プレミアム 政治の面白いトコロ集めました。加藤浩次vs政治家（2018年3月23日、フジテレビ） -  石井一 役[51][52]
- この世界は1ダフル パイロット版（2024年5月3日、フジテレビ）[53]
  - この世界は1ダフル レギュラー版（2024年10月17日）[54]

### 映画
- GTO（1999年12月18日、東映） - 中山健太 役
- 富江 re-birth（2001年3月24日、大映） - 木股英雄 役
- リリイ・シュシュのすべて（2001年10月6日、ロックウェル・アイズ） - 星野修介 役
- 玩具修理者（2002年1月1日、キュームービー） - 少年 役
- 青い春（2002年6月29日、ゼアリズエンタープライズ） - 吉村 役
- 十七歳（2002年9月28日、パル企画） - 中島要 役
- バトル・ロワイアルII 鎮魂歌（2003年7月5日、東映） - 青井拓馬 役
- GACHAPON!（2004年9月18日、ジェイ・ブイ・ディー） - 主演・武藤拳 役
- スペースポリス（2004年10月16日、日本出版販売） - 主演・ 耕一 役
- 犬猫（2004年12月4日、ビターズ・エンド） - 三鷹 役
- MOVIE HUSTLE「きみの秘密、僕のこころ」（2005年1月8日、アーティストハウス） - 主演・杉浦俊介 役
- 北の零年（2005年1月15日、東映） - 殿 役
- アニムスアニマ（2005年2月5日、ニューシネマワークハウス） - 主演・新春トキオ 役
- ローレライ（2005年3月5日、東宝） - 土谷侑 役
- ハルウララ（2005年4月、ハルウララ製作委員会） - 藤原健祐 役
- バースデー・ウェディング（2005年6月11日、タキコーポレーション） - 藤澤克 役
- しあわせなら手をたたこう（2005年11月19日、エキスプレス / 日本出版販売） - 未幸の高校時代の彼 役
- スクールデイズ（2005年12月10日、ファントム・フィルム） - 柏木新 役
- TAKI183（2006年1月28日、コムストック） - カン 役
- Breath Less ブレス・レス（2006年4月22日、アルゴ・ピクチャーズ） - 中野 役
- ラブ★コン（2006年7月15日、松竹） - リサの先輩 役
- アキハバラ@DEEP（2006年9月2日、東映） - ボックス 役
- Life（2007年1月27日、バイオタイド） - 山下武 役
- 昔、むかし〜山神と童子（2007年） - 弥之助 役
- The焼肉ムービー プルコギ（2007年5月5日、ファントム・フィルム）
- アコークロー（2007年6月16日、彩プロ） - 村松浩市 役
- 青空のルーレット（2007年11月3日、パンドラ） - 進藤勇介 役
- 人のセックスを笑うな（2008年1月19日、東京テアトル） - 堂本 役
- 地球でたったふたり（2008年9月20日、彩プロ） - 北村充 役
- 小森生活向上クラブ（2008年11月8日、ファントム・フィルム） - 北沢守 役
- BABY BABY BABY! -ベイビィ ベイビィ ベイビィ-（2009年5月23日、東映） - 勇治 役
- 笑う警官 （2009年11月14日、東映） - 新宮昌樹 役
- 人の砂漠「おばあさんが死んだ」（2010年2月27日、東京芸術大学） - 野口考敏 役
- ヘヴンズ ストーリー（2010年10月2日、ムヴィオラ） - ミツオ 役
- 雷桜（2010年10月22日、東宝） - 今泉鉄之助 役
- パートナーズ（2010年11月6日、東京テアトル）
- 軽蔑（2011年6月4日、角川映画） - 浜口政博 役
- 老獄/OLD PRISON（2012年2月4日、REIZ INTERNATIONAL） - チュンチー 役
- らもトリップ「微笑と唇のように結ばれて」（2012年2月5日、東京芸術大学） - 辰巳 役
- 百日のセツナ 禁断の恋（2012年9月29日、アルゴ・ピクチャーズ） - 小野良男 役
- 蒼白者 A Pale Woman（2013年6月8日、カプリコン・フィルム） - シュウ 役
- 100回泣くこと（2013年6月22日、ショウゲート） - ムース（武藤圭介）役
- 仮面ライダーシリーズ（東映）
  - 劇場版 仮面ライダーウィザード in Magic Land（2013年8月3日） - マヤ大王 役[55]
  - 仮面ライダーギーツ×リバイス MOVIEバトルロワイヤル（2022年12月23日） - ギロリ / 仮面ライダーグレア 役[56][57]
- ヨコハマ物語（2013年11月16日、オフィスキタ） - 岡林直人 役
- メタルカ METALKA（2014年5月17日、アニモプロデュース） - 新田敦 役
- 超高速!参勤交代（2014年6月21日、松竹） - 夜叉丸 役
- さよなら歌舞伎町（2015年1月24日、東京テアトル） - 早瀬正也 役
- ストロボ・エッジ（2015年3月14日、東宝）
- 騒音（2015年5月23日、スールキートス） - 捕えられた地底人♂（色白美男子）役
- ストレイヤーズ・クロニクル（2015年6月27日、ワーナー・ブラザース映画） - 神谷昌樹 役
- アリエル王子と監視人（2015年7月11日、キリンジ） - ケイジ 役
- 下衆の愛（2016年4月2日、サードウィンドウフィルムズ） - ケン 役
- 64 -ロクヨン- 後編（2016年6月11日、東宝） - 森田 役
- THE ROOM（2016年8月20日、ブラウニー）
- ひかりをあててしぼる（2016年12月3日、アルゴ・ピクチャーズ） - 主演・谷中浩平 役[58]
- 最低。（2017年11月25日、KADOKAWA） - 健太 役
- 不能犯（2018年2月1日、ショウゲート） - 羽根田健 役
- 友罪（2018年5月25日、ギャガ） - 唐木達也 役
- サムライせんせい（2018年11月16日、スタジオウェイブ） - 坂本龍馬（楢崎梅太郎） 役
- WE ARE LITTLE ZOMBIES（2019年6月14日、日活）
- わたしは光をにぎっている（2019年11月15日、ファントム・フィルム） - 井関夕 役
- シライサン（2020年1月10日、松竹メディア事業部） - 間宮幸太 役[59]
- 本気のしるし〈劇場版〉（2020年10月9日、ラビットハウス） - 峰内大介 役
- VIDEOPHOBIA（2020年10月24日、boid / VOICE OF GHOST） - 橋本宏 役[60]
- 青葉家のテーブル（2021年6月18日、エレファントハウス） - ソラオ 役
- 映画「おそ松さん」（2022年3月25日、東宝） - レイジ 役[61]
- スクロール（2023年2月3日、ショウゲート）[62]
- シャイロックの子供たち（2023年2月17日、松竹） - 遠藤拓治 役[63]
- 劇場版 アナウンサーたちの戦争（2024年8月16日、ナカチカピクチャーズ） - 水本吉郎 役
- 孤独な楽園（2024年9月6日、ベストブレーン）[64]
- 八犬伝（2024年10月25日、キノフィルムズ） - 網乾左母二郎 役[65][66]
- 遺書、公開。（2025年1月31日、松竹） - 甲斐原誠 役[67][68]
- 恋に至る病（2025年10月24日公開予定、アスミック・エース） - 宮嶺義彦 役[69]

### インターネット映画
- いつか、そうで、あった、ような（2002年8月8日、B.B.excite）
- 手を握る泥棒の物語（2004年2月17日 - 3月2日、casTY） - 主演・圭介 役（内山理名とダブル主演）
- 怖来-furai-（2005年8月、NETCINEMA.TV） - 主演・郷原健 役
- リスタート:ランウェイ〜エピソード・ゼロ（2019年9月30日） - 整備士・茅野 役[70]

### 舞台
- ビロクシー・ブルース（2009年2月 - 3月、東京：パルコ劇場 / 大阪・名古屋など） - アーノルド・エプスタイン 役
- 朗読劇 私の頭の中の消しゴム 1st letter（2010年6月5日・6日、ル テアトル銀座 by PARCO） - 浩介 役
- 真田十勇士〜ボクらが守りたかったもの〜（2011年12月2日 - 11日、天王洲 銀河劇場） - 真田幸村 役
- 助太刀屋助六 外伝（2012年12月15日 - 24日、ル テアトル銀座 by PARCO） - 虎松 役
- 絶対彼氏。（2013年3月16日 - 20日、シアター1010） - ユキ・シラサキ 役
- 幽霊（2014年3月20日 - 30日、シアターコクーン） - オスヴァル・アルヴィング 役
- GURUになります。〜平浅子と源麗華の一週間〜（2016年3月11日 - 21日、よみうり大手町ホール）[71]
- 管理人（2017年11月26日 - 12月17日、シアタートラム / 12月26日・27日、兵庫県立芸術文化センター） - アストン 役[72]
- PARCO劇場オープニング・シリーズ『迷子の時間』 - 『語る室』2020-（2020年11月7日 - 29日、PARCO劇場 / 12月8日 - 13日、サンケイホールブリーゼ） - 古橋宗雄  役[73]
- ようこそ、ミナト先生（2022年6月4日 - 19日、新国立劇場 中劇場 / 6月29日 - 7月3日、梅田芸術劇場 メインホール） - 及川太一 役[74]
- 野鴨-Vildanden-（2022年9月3日 - 18日、世田谷パブリックシアター / 9月21日 - 25日、兵庫県立芸術文化センター 阪急中ホール） - ヤルマール・エクダル 役[75]
- PARCO劇場開場50周年記念シリーズ「ひげよ、さらば」（2023年9月9日 - 30日、PARCO劇場 / 10月4日 - 9日、COOL JAPAN PARK OSAKA WWホール） - オトシダネ 役[76]
- Come Blow Your Horn〜ボクの独立宣言〜（2024年10月3日 - 20日、新国立劇場 中劇場 / 10月25日 - 28日、森ノ宮ピロティホール） - アラン・ベーカー 役[77]
- ヴェニスの商人（2024年12月6日 - 22日、日本青年館ホール / 12月26日 - 29日、京都劇場 / 2025年1月6日 - 10日、御園座） - アントーニオ 役[78]

### CM
- 日本コカ・コーラ「キュン」（1999年6月）
- 花王「ソフィーナラスティングファンデーション」（1999年9月）
- ライフカード「カードの切り方が人生だ」 フレッシュマン来たる篇（2006年2月）
- au by KDDI「ケータイの掟」（2007年）
  - リョーコ課長登場!篇
  - 恋するリョーコ課長篇
  - 動物達篇
  - 捨てられない女篇
- CHANEL セラミックウォッチ J12「幸福な時間」シリーズ（2007年） - ラジオCM[79]
- 新生銀行カードローン レイク「忙しくても遅くても」篇（2012年6月）
- 北欧、暮らしの道具店「フィットする暮らしを、ここから」篇（2024年9月） - ナレーション[80]

### ミュージック・ビデオ
- 浜崎あゆみ「About You」（2004年12月15日）
- 倖田來未
  - 「you」（男3人の会話シーン）（2005年12月7日）
  - 「Lies」（男3人の会話シーン）（2006年1月4日）
  - 「feel」（男3人の会話シーン・メイン）（2006年1月11日）
  - 「Someday」（2006年2月22日）
  - ベストアルバム「BEST〜second session〜」（2006年3月8日、音楽PVのDVDに収録）
- arie「僕は…。」（2007年7月25日）
- JUJU「桜雨」（2010年2月24日）
- NMB48「最後のカタルシス」（2012年5月9日）
- フラワーカンパニーズ「エンドロール」（2012年10月3日）
- DieByForty「- Koyo -紅葉-」（2020年2月4日）

### バラエティほか
- ゆるやかナビゲーション ゆるナビ（2006年4月5日 - 2007年3月14日、NHK総合） - ナレーション
- くりぃむしちゅーのたりらリでイキます!!（2006年7月 - 2007年3月、日本テレビ系）

### ラジオドラマ
- 円都通信 SEEDS OF MOVIES 「カルシウム」（2004年7月1日 - 、TOKYO FM・JFN系） - セイ 役
- FMシアター（NHK-FM）
  - 「バーバー・レッスン」（2009年7月25日） - 青年 役[81]
  - 「海を渡る日」（2012年9月29日） - 主演・柴崎晃太 役[82]
  - 「満天のゴール」（2018年2月17日・24日） - 三上高志 役[83]
  - 「揺れる、ひまわり」（2018年7月7日） - 主演・勝矢 役[84]
  - 「悲しいくらいの幸運を」（2019年6月29日） - 大友哲平 役[85]
  - 「ミニマル・ウーマン」（2020年2月22日）[86]
  - 「みそひともじシンドローム」（2023年5月6日） - 主演・川嶋勇人 役[87]
  - 「塀の中のリクエスト」（2024年8月24日） - 涼介 役[88]
- 青春アドベンチャー（NHK-FM）
  - 「うるはしみにくし あなたのともだち」（2023年1月23日 - 2月3日）[89]
  - 「火星ダーク・バラード」（2024年2月12日 - 23日） - ユ・ギヒョン 役[90]

### Webドラマ
- 探偵事務所5 Another Story 第24話「白い薔薇の女」（2005年11月） - 塚崎由紀夫 役
- ミュードラ「春日和」（2007年4月 - 、フジパシフィック音楽出版） - 主演・久志 役
- 神児遊助のげんきのでる恋 第9話・第10話（2009年8月 - 、BeeTV） - 修 役
- 女神のイタズラ 〜キミになったボク〜 第17話 - 第24話（2011年3月20日 - 、BeeTV） - 島田徹 役
- 三色丼、めしあがれ（2015年1月7日 - 、NOTTV）
- 火花 第8話（2016年6月3日、Netflix） - 笹本英樹 役
- 日本をゆっくり走ってみたよ～あの娘のために日本一周～ 第12話（2017年12月29日、Amazon Prime Video） - 小林 役
- 青葉家のテーブル（2018年4月27日 - 、北欧、暮らしの道具店） - ソラオ 役
- 東京、愛だの、恋だの 第4話（2021年9月25日、Paravi） - 朝倉浩二 役
- 大人の恋愛地図 Supported by 東京カレンダー（2021年10月28日、ABEMA） - 山本隆平 役
- 嘘喰い -鞍馬蘭子篇/梶隆臣篇-（2022年2月11日 - 、dTV）[91]
- ギーツエクストラ 仮面ライダーパンクジャック（2023年5月21日、東映特撮ファンクラブ） - ギロリ / 仮面ライダーグレア 役[92]
- フクロウと呼ばれた男 第1話 - 第4話、第7話（2024年4月24日、5月1日、Disney+） - 日野アキラ 役[93]
- 七夕の国 第6話（2024年7月18日、Disney+） - 東丸和彦 役[94]

### DVD
- 温水洋一・吉田照美の気弱な男の反抗術〈家庭編〉（2008年6月4日、avex）

### オリジナルビデオ
- TERRORS 後藤理沙 怨霊郷 GHOST VILLAGE（2001年、ビームエンタテインメント）
- ブルーバレンタイン 女・アサシンの復讐（2011年）
  - ブルーバレンタイン2 隠されたペンダントの秘密（2011年）
- 虎狼の群れ（2017年9月、コンセプトフィルム、オールインエンタテインメント）[95] - 火浦署刑事 池沢 役
  - 虎狼の群れ2（2017年10月）[96]

### 玩具
- 仮面ライダーギーツ PREMIUM DXメモリアルヴィジョンドライバー&ハイスペックベルト帯セット（2025年3月、玩具ボイス） - ギロリ / 仮面ライダーグレア 役[97]

## 書籍
- 忍成修吾セーターBOOK（2000年10月、ブティック社）ISBN 4834715949 - セーターブック
- フォトエッセイ「Shapes of Dreams」（2005年3月11日、ワニブックス） ISBN 4847015975